# قاموس الأكاديمية الفرنسية
قاموس الأكاديمية الفرنسية (بالفرنسية:Dictionnaire de l'Académie française) هو القاموس الرسمي للغة الفرنسية.الأكاديمية الفرنسية هي السلطة الفرنسية الرسمية على الاستخدامات والمفردات والقواعد للغة الفرنسية، القاموس ليس له أي صفة  قانونية.